# Une lune pour les déshérités
Une lune pour les déshérités (A Moon for the Misbegotten) est une pièce de théâtre d’Eugene O'Neill. Écrite entre 1941 et 1943, elle a été jouée pour la première fois en 1947. Le personnage principal, James Tyrone Jr, apparaissait déjà dans l’œuvre précédente d'O'Neill, Le Long Voyage vers la nuit. Il aurait été inspiré à O’Neill par son grand frère Jamie.

## Résumé
James Tyrone Jr, acteur de cinéma au comportement auto-destructeur, a quitté Hollywood pour revenir dans le Connecticut. Il y rencontre Josie, la fille du fermier Phil Hogan. Josie, une force de la nature, succombe au charme de James, mais sera bientôt confrontée à une réalité brutale.

## Ivanov en France
- Mise en scène d'Yvan Garouel au théâtre du Nord-Ouest (Paris): 2018.